# Arnulf af Kärnten
Arnulf af Kärnten (født ca. 850, død 8. december 899) var markgreve af Kärnten (876-899) og hertug af Bayern (887-899). Arnulf var også konge af Østfranken i 887-899, konge af Lothringen i 887-895, konge af Italien 894-899 og romersk kejser (modkejser) i 896-899.

## Opvækst
Han voksede op i Moosburg i Kärnten, som søn af Karloman af Bayern.

## Familie
Arnulfs søn Zwentibold var konge af Lothringen i 895-900. En anden søn Ludvig barnet blev østfrankisk konge, konge af Lothringen og hertug af Bayern. En tredje søn Ratold var kortvarigt underkonge i Italien i 896. 

## Liv
I 895 fik Arnulf den bøhmiske hertug Borivoj til at gøre oprør mod Mähren. I stedet blev Bøhmen en lydstat under Østfranken. Ved denne alliance undgik tjekkerne truslen om en frankisk invasion med en efterfølgende fortyskning af landet. 